# میدوی (جنوب)، شهرستان هنری، تنسی
میدوی (به انگلیسی: Midway) یک منطقهٔ مسکونی در ایالات متحده آمریکا است که در شهرستان هنری، تنسی واقع شده‌است. میدوی ۱۵۰٫۸۸ متر بالاتر از سطح دریا واقع شده‌است.